# Nepheloleuca politaria
Nepheloleuca politaria là một loài bướm đêm trong họ Geometridae.